# 胜利桥 (桂林市)
胜利桥是位于中国广西桂林市的一座桥梁，承载中隐路横跨桃花江，东接西山路、桃花江路。

## 历史
原有胜利桥长约65米，宽10.5米，因桥梁过窄，年久失修，桥面坑洼，已经无法满足交通需要。2008年3月16日，中隐路二期改造工程及胜利桥重建工程开工。7月19日，施工方对旧桥实施爆破。2009年5月1日，新桥建成通车。新的胜利桥全长255米，其中主桥82米，桥身宽36米，桥面为双向四车道，引道长173米，采用两跨上承式钢筋混凝土空复式拱桥。